# Dolby Digital
Dolby Digital, originalmente sinônimo de Dolby AC-3, é uma família de tecnologias de compressão de áudio desenvolvidas pela Dolby Laboratories. Originalmente denominado Dolby Stereo Digital até 1995, exceto para Dolby TrueHD, a compressão de áudio é com perdas, com base no algoritmo de transformação discreta de co-seno modificado (MDCT). O primeiro uso do Dolby Digital foi fornecer som digital em cinemas a partir de impressões de filmes de 35 mm; hoje, agora também é usado para aplicações como transmissão de TV, transmissão de rádio via satélite, streaming de vídeo digital, DVDs, Blu-ray discos e consoles de jogos.
A base principal do padrão de codificação de áudio multicanal Dolby AC-3 é a transformada discreta de co-seno modificada (MDCT), um algoritmo de compressão de áudio com perdas. É uma modificação do algoritmo de transformada discreta de cosseno (DCT), que foi proposto pela primeira vez por Nasir Ahmed em 1972 e foi originalmente planejado para compressão de imagem. O (DCT) foi adaptado na transformada discreta de cosseno modificada (MDCT) por JP Princen, AW Johnson e Alan B. Bradley na Universidade de Surrey em 1987.

## Cinema
Batman Returns foi o primeiro filme a ser anunciado como usando a tecnologia Dolby SR-D quando estreou nos cinemas no verão de 1992. As trilhas sonoras do cinema Dolby Digital são opticamente gravadas em uma impressão de lançamento de 35 mm usando blocos de dados sequenciais colocados entre cada orifício de perfuração no lado da trilha sonora do filme. É usada uma taxa de bits constante de 320 kbit/s. Umscanner de dispositivo de carga acoplada (CCD) no projetor de imagem pega uma imagem de vídeo digitalizada desta área e um processador correlaciona a área da imagem e extrai os dados digitais como um fluxo de bits AC-3. Os dados são então decodificados em uma fonte de áudio de 5.1 canais. Todas as impressões de filmes com dados Dolby Digital também têm trilhas sonoras analógicas Dolby Stereo usando redução de ruído Dolby SR e essas impressões são conhecidas como impressões Dolby SR-D. A trilha sonora analógica oferece uma opção alternativa em caso de dano à área de dados ou falha na decodificação digital; ele também oferece compatibilidade com projetores não equipados com cabeças sonoras digitais. Quase todas as cópias de cinema lançadas atualmente são desse tipo e também podem incluir dados SDDS e uma trilha de timecode para sincronizar CD-ROMs com trilhas sonoras DTS.

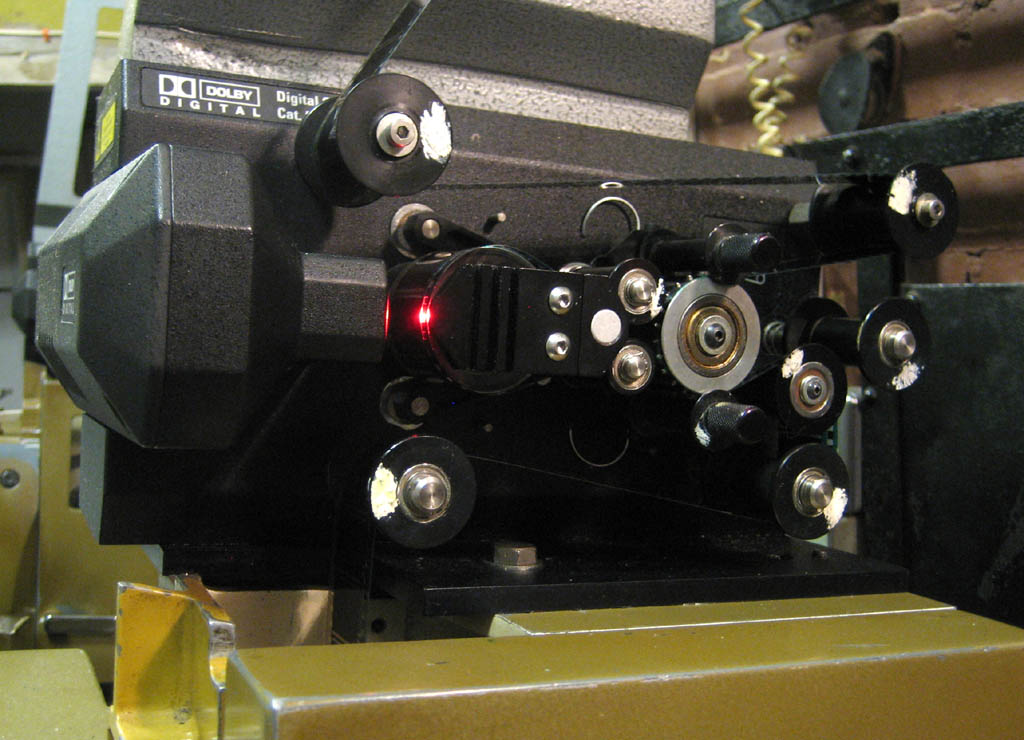
Um Dolby Digital Penthouse Soundhead montado em um projetor Kalee modelo 20 vintage de meados da década de 1950

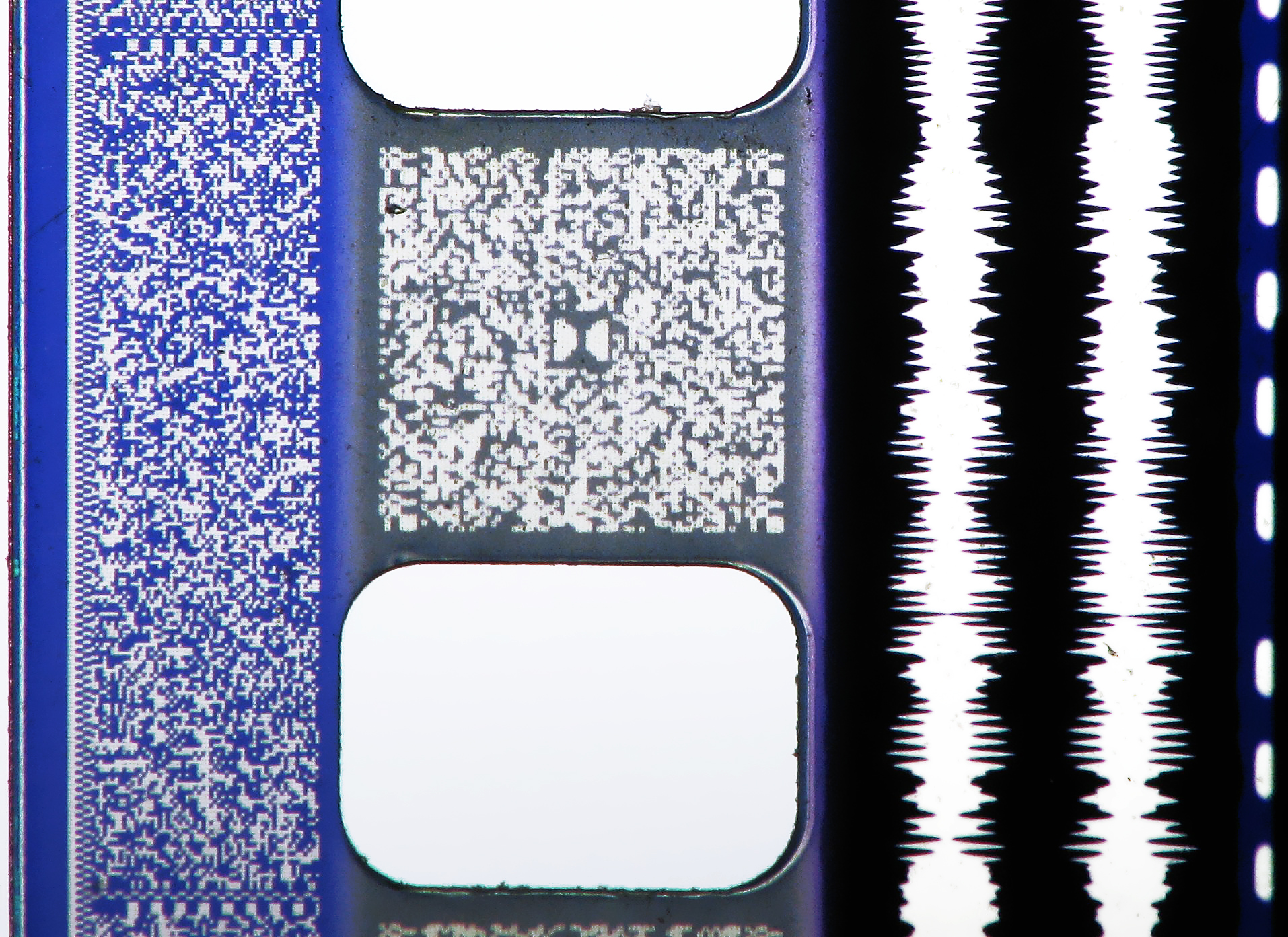
Uma foto de uma impressão de filme de 35 mm apresentando todos os quatro formatos de áudio (ou pista quádrupla) - da esquerda para a direita: Sony Dynamic Digital Sound (SDDS) (área azul à esquerda dos furos da roda dentada), Dolby Digital (área cinza entre os furos da roda dentada marcados com o logotipo Dolby Double-D no meio), som óptico analógico (as duas linhas brancas à direita dos furos da roda dentada) e o código de tempo DTS (a linha tracejada à extrema direita)

A maneira mais simples de converter projetores existentes é adicionar um chamado penthouse leitor de som digital acima da cabeça do projetor. No entanto, para novos projetores, fazia sentido usar cabeças de som analógicas ou digitais duplas na posição da cabeça de som óptica normal sob a cabeça do projetor. Para permitir o arranjo de cabeça sonora dupla, os dados são gravados 26 quadros antes da imagem. Se uma sonda de cobertura for usada, os dados devem ser atrasados no processador pelo tempo necessário, cerca de 2 segundos. Esse atraso pode ser ajustado em etapas de tempo entre as perfurações (aproximadamente 10,4 ms).
A partir de 2015, o Dolby Digital na mixagem de som de filme está sendo gradualmente substituído pelo Dolby Surround 7.1, com a tecnologia Dolby Atmos mais avançada também ganhando popularidade. Embora a maioria dos cinemas atualmente utilize Dolby Digital, virtualmente todos os filmes lançados hoje são mixados em Dolby Surround 7.1 e Dolby Atmos.

## Versões
Dolby Digital tem tecnologias semelhantes, incluídas em Dolby Digital EX, Dolby Digital Live, Dolby Digital Plus, Dolby Digital Surround EX, Dolby Digital Recording, Dolby Digital Cinema, Dolby Digital Stereo Creator é Dolby Digital 5.1 Creator.

### Dolby Digital

Antiga logo da Dolby Digital

Dolby Digital é a versão comum que contém até seis canais discretos de som.  O modo mais elaborado de uso comum envolve cinco canais para alto-falantes de faixa normal (20 Hz - 20.000 Hz) (direito, centro, esquerdo, surround direito, surround esquerdo) e um canal (20 Hz - 120 Hz alocado de áudio) para o subwoofer efeitos de baixa frequência dirigidos. Os modos mono e estéreo também são suportados.  AC-3 suporta taxas de amostragem de áudio de até 48 kHz.
Este formato tem nomes diferentes:
- DD (uma abreviatura de Dolby Digital, geralmente combinada com a contagem de canais; por exemplo, DD 2.0, DD 5.1)
- AC-3 (Audio Codec 3, Advanced Codec 3, Acoustic Coder 3. Estes são nomes anteriores. Adaptive Transform Acoustic Coding 3 é um formato separado desenvolvido pela Sony)[11]
- ATSC A/52 (nome do padrão)
- Antes de 1996, era comercializado como Dolby Surround AC-3, Dolby Stereo Digital e Dolby SRD.

Em 1991, um lançamento experimental limitado de Star Trek VI: The Undiscovered Country em Dolby Digital foi exibido em três cinemas nos Estados Unidos. Em 1992, Batman Returns é o primeiro filme a ser lançado em Dolby Digital. Em 1995, a versão LaserDisc de Clear and Present Danger apresentou o primeiro home theater com mixagem Dolby Digital, rapidamente seguida por True Lies, Stargate, Forrest Gump e Interview with the Vampire, entre outros.

## Formulários
O áudio Dolby Digital é usado em DVD-Video e outras mídias puramente digitais, como home cinema. Nesse formato, o fluxo de bits AC-3 é intercalado com os fluxos de bits de vídeo e de controle.
O sistema é usado em aplicativos de largura de banda limitada, exceto DVD-Vídeo, como TV digital. O padrão AC-3 permite uma taxa de bits codificada máxima de 640 kbit / s. As impressões de filme de 35 mm usam uma taxa fixa de 320 kbit / s, que é a mesma que a taxa de bits máxima para MP3 de 2 canais. Os discos DVD-Video são limitados a 448 kbit / s, embora muitos reprodutores possam reproduzir fluxos de bits de taxa mais alta (que não são compatíveis com as especificações do DVD). O HD DVD limita o AC-3 a 448 kbit / s. Os padrões de cabo digital e ATSC limitam AC-3 a 448 kbit / s. O disco Blu-ray, o PlayStation 3 e o console de jogos Xbox podem emitir um sinal AC-3 a 640 kbit / s. Alguns jogos de console Sony PlayStation 2 são capazes de produzir áudio padrão AC-3 também, principalmente durante cutscenes pré-renderizadas.
A Dolby faz parte de um grupo de organizações envolvidas no desenvolvimento de AAC (Advanced Audio Coding), parte das especificações MPEG, e considerada a sucessora do MP3.
Dolby Digital Plus (DD-Plus) e TrueHD são suportados em HD DVD, como codecs obrigatórios, e em Blu-ray Disc, como codecs opcionais.